# Ruutijärvi (Jukkasjärvi socken, Lappland, 752330-175304)
Ruutijärvi är en sjö i Kiruna kommun i Lappland och ingår i Torneälvens huvudavrinningsområde.